# Kijang Makmur
Kijang Makmur is een bestuurslaag in het regentschap Kampar van de provincie Riau, Indonesië. Kijang Makmur telt 4046 inwoners (volkstelling 2010).